# Hardcore digital
Hardcore digital é um gênero musical que mescla hardcore punk com música eletrônica e também com hardcore techno e drum and bass. O estilo foi desenvolvido na Alemanha durante o início dos anos 1990, e muitas vezes inclui temas líricos sociológicos e extremistas, geralmente de Esquerda.

## Características
O hardcore digital normalmente é rápido e abrasivo, que combina a velocidade, peso e atitude do hardcore punk e em parte de riot grrrl com música eletrônica, tais como o hardcore techno, jungle e rock industrial. Algumas bandas, como a Atari Teenage Riot, incorporam elementos da música hip hop, como o rap livre.
O uso da guitarra elétrica (real ou amostrada, geralmente com uma distorção), é usada junto com samplers, sintetizadores e máquina de ritmos. Enquanto o uso da guitarra e dos instrumentos eletrônicos são uma obrigação, o baixo elétrico e a bateria são opcionais. Os vocais são mais frequentemente gritados do que cantados por um membro da banda. Tipicamente, as letras são altamente politizadas e defendem geralmente os ideiais de Esquerda e anarquismo.

## História

### Anos 1990
Este gênero de música foi definida pela primeira vez pela banda Atari Teenage Riot, que havia se formado em Berlim, Alemanha em 1992. O vocalista da banda, Alec Empire, cunhou o termo "digital hardcore", estabelecendo uma gravadora independente, a Digital Hardcore Recordings em 1994. As bandas alemãs com um estilo semelhante começaram a se identificarem com o estilo e sua popularidade cresceu rapidamente, com pequenos festivais de hardcore digital que se realizava em várias cidades alemãs. Em meados da década de 1990, uma série de novas gravações etiquetadas no gênero foram aumentando ao redor do mundo. Entre estes estavam, Gangster Toons Industries (Paris), Praxis (Londres), Cross Fade Enter Tainment (Hamburgo), Drop Bass Network (EUA) e Bloody Fist (Austrália). DHR também possuía algum parentesco com os seus contrapartes de Frankfurt, Mille Plateaux e Riot Beats. O trabalho posterior de Alec Empire subsequentemente fundou as bases do breakcore.
Entre outros músicos proeminentes no hardcore digital deste período estão: Christoph De Babalon, Cobra Killer, EC8OR, Hanin Elias, Lolita Storm, Nic Endo, The Panacea e The Mad Capsule Markets.

### 2000
De acordo com as palavras de Empire, "o hardcore digital passou de um gênero musical local de Berlim para um movimento underground internacional." A trilha sonora do filme Threat incluiu contribuições de músicos de hardcore digital, juntamente com bandas de metalcore. Os grupos de hardcore digital atualmente incluem Ambassador 21, Left Spine Down, Motormark, Phallus Über Alles, DJ JMS, F-NOISE, Schizoid, noCore, The Shizit, JuL!e D:sTrOy, Rabbit Junk, Psychea e Moshpit.